# Acheron Fossae
Acheron Fossae je protáhlá úzká a mělká prohlubeň na povrchu Marsu, která se nachází na severní polokouli v severozápadní části oblasti Tharsis, západně od štítové sopky Alba Patera, 1 050 km severně od sopky Olympus Mons, východně od Amazonis Planitia. Na jihovýchodním okraji prohlubně se nachází impaktní kráter Diacria Patera. Prohlubeň se táhne přes 718 km

Oblast vykazuje silné známky po tektonické činnosti, kdy zdejší kůra je značně rozlámaná zlomy (táhnoucími se převážně v východo-západním směru) a různě vyzdvihnuta/poklesnuta. Předpokládá se, že oblast musela být dříve v historii Marsu velmi tektonicky aktivní a že se jedná o velmi starou kůru datovanou pomocí počítání množství kráterů na 3,9 až 3,7 miliardy let. Samotná oblast Acheron Fossae je nejspíše součástí sítě rozsáhlých trhlin a zlomů vycházejících z vyklenuté oblasti Tharsis. Po vyklenutí astenosféry a rozlámání kůry se pak objevila v noachianu vulkanická aktivita. Oblast byla pojmenována v roce 1979 dle klasického albedového jména. Název pochází z řecké mytologie, kde Acherón byla řeka vedoucí do podzemní říše a fossae je výraz z latiny.

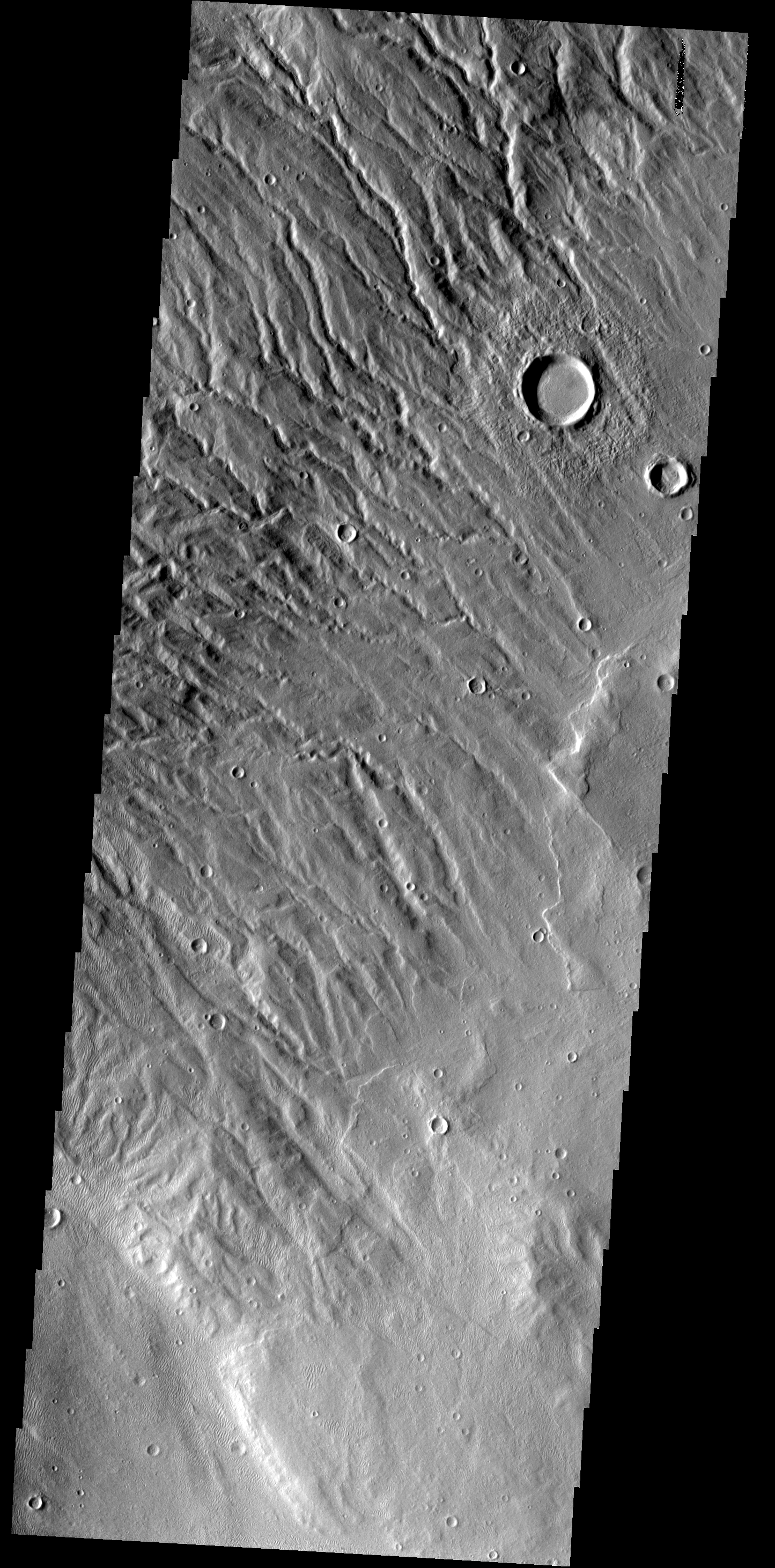
Část oblasti Acheron Fossae

## Vznik

Pohled na oblast Acharon Fossae na denním snímku THEMIS

Existuje teorie vzniku této oblasti, která jí dává do podobnosti s pozemskými riftovými zónami, kdy díky vyklenutí litosféry dochází k rozlámání kůry okolo slabších částí kůry či preexistujících zlomových ploch. Oblast tak připomíná například oblasti východní Afriky, kde dochází k oddělování kontinentální kůry a vzniku údolí. Vznik probíhal nejspíše v několika fázích, kdy v první fázi došlo k vyklenutí oblasti a vzniku pohoří, následně v druhé fázi k rozlámání kůry a vytvoření zlomových struktur převážně v V-Z až JV-SZ směru a v poslední fázi objevení vulkanismu, což dokládá malá sopka ve východní části.
Na základě měření topografických údajů se zjistilo, že některé zlomy jsou až 600 km dlouhé a 25 až 100 km široké s maximálním převýšením vůči okolní krajině až 2000 metrů. Zlomová oblast se někdy rozlišuje na dvě jednotky označované Acheron Fossae I a II, oddělující od sebe severní a jižní část.

## Eroze
Díky svému stáří byla oblast vystavena i silné erozi, která změnila její podobu. Tyto procesy byly spojeny jak s větrnou erozí, tak s vulkanickou aktivitou, ale i s přítomností vody na povrchu Marsu, kdy se předpokládá, že zde byla tekoucí voda, ale i místa, kde se voda akumulovala a vytvářela tak soustavné vodní plochy. V dnešních dnech ale nepanuje shoda, jestli voda byla v oblasti již přítomna a dostala se tlakem na povrch a nebo jestli byla přenesena ve formě deště.